# Hermeuptychia hermybius
Hermeuptychia hermybius is een vlinder uit de familie Nymphalidae. De wetenschappelijke naam van de soort werd voor het eerst geldig gepubliceerd in 2014 door Nick V. Grishin.

## Type
- holotype: "male, 12.III.2003. leg. Grishin"
- instituut: USNM, Smithsonian Institution, Washington, Amerika
- typelocatie: "USA, Texas, Cameron County, E of Brownsville"